# Henrik Johan Sahlefelt (1723–1795)
Henrik Johan Sahlefelt, född 2 juni 1723, död 19 maj 1795 på Nalavi i Kräcklinge, var en svensk militär och godsägare.
Han var son till Henrik Sahlefelt (1686–1743) och Melchina Gyllengrip (1690–1741) samt dotterson till lagmannen Gabriel Gyllengrip (1664–1726); från 1751 var han gift med Magdalena Lagerhjelm (1733–1805) som var dotter till majoren Gustaf Lagerhjelm och Catharina Beata Löfman. Makarna fick sju barn.
Sahlefelt var volontär vid Västgöta kavalleriregemente 1738 och vid Livregementet till häst 1740, där han blev korpral 1743 och adjutant 1745, kornett 1746 samt avsked 1751 med ryttmästares namn. Han blev riddare av Svärdsorden 1761. Han drev gården Navali i Kräcklinge socken 1790–1795; efter hans död drevs gården vidare av änkan som efterträddes av dottern Magdalena Regina Sahlefelt som drev gården 1805–1846.